# Karen Luna
Karen Irasema Luna De Los Santos (San Nicolás de los Garza, Nuevo León, México, 12 de febrero de 1998), conocida como Karen Luna, es una futbolista mexicana. Juega como defensa en el Club América de la Primera División Femenil de México.

## Clubes
| Club         | País   | Año       |
| ------------ | ------ | --------- |
| Tigres UANL  | México | 2017-2021 |
| Club América | México | 2021-2025 |

## Palmarés

### Títulos nacionales
| Título          | Club         | País   | Año      |
| --------------- | ------------ | ------ | -------- |
| Liga MX Femenil | Tigres UANL  | México | Cl. 2018 |
| Liga MX Femenil | Tigres UANL  | México | Cl. 2019 |
| Liga MX Femenil | Tigres UANL  | México | 2020     |
| Liga MX Femenil | Tigres UANL  | México | Cl. 2021 |
| Liga MX Femenil | Club América | México | Cl. 2023 |